# Tjekkiets U/19-fodboldlandshold
Tjekkiets U/19-fodboldlandshold består af tjekkiske fodboldspillere, som er under 19 år og administreres af Českomoravský fotbalový svaz.